# مانا (غويانا الفرنسية)
مانا (بالإنجليزية: Mana)‏ هي إحدى بلديات دائرة سان لوران دو ماروني بغويانا الفرنسية. تم إنشاء البلدية عام 1828 من قبل الراهبة الفرنسية آن ماري جافوهي